# 臼杵町
臼杵町（うすきまち）は、大分県北海部郡にあった町。現在の臼杵市の中心部にあたる。

## 歴史
- 1889年（明治22年）4月1日 - 町村制施行に伴い、福良村、臼杵町、二王坐村、海添村が合併し臼杵町が成立する。
- 1907年（明治40年）7月1日 - 北海部郡市浜村、下南津留村、上浦村と合併し、臼杵町を新設。
- 1915年（大正4年）8月15日 - 日豊本線臼杵駅が開業[1]。
- 1949年（昭和24年）6月7日：昭和天皇の戦後巡幸があり、臼杵駅にお召し列車が停車。駅前奉迎が行われた[2]。
- 1950年（昭和25年）4月1日 - 海辺村と新設合併・市制施行し臼杵市が発足。

## 出身著名人
- 山本真平（台湾総督府食糧局長）